# 廣西壯族自治區少數民族語言文字工作委員會
广西壮族自治区少数民族语言文字工作委员会，簡稱广西自治区民語委，於1954年成立，主管廣西壯族自治區內的語言文字工作。2019年8月6日，自治區民語委根據《事業單位登記管理暫行條例》，向事業單位登記管理機關申請註銷登記。民语委主任由广西壮族自治区民宗委主任兼任，在2016年是卢献匾，在2018年是何朝建，
近年業務：2016年完成濒危语言仡佬语多罗方言的语言数据采集。